# Victor Mordechai Goldschmidt

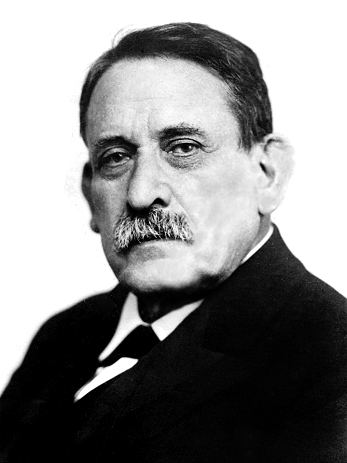
Victor Mordechai Goldschmidt.

Victor Mordechai Goldschmidt, född 10 februari 1853 i Mainz, död 8 maj 1933 i Salzburg, var en tysk mineralog och kristallograf.
Goldschmidt blev extra ordinarie professor i Heidelberg 1893 och ordinarie 1903. Han utförde ett storartat arbete på den geometriska kristallografins område, där han införde den tvåkretsiga goniometern. 
Goldschmidt blev korresponderande ledamot av Ryska vetenskapsakademien 1909, ledamot av Heidelberger Akademie der Wissenschaften 1913 och av American Academy of Arts and Sciences 1914.
Förutom talrika speciellt kristallografiska arbeten utgav han handböcker i kristallografi, bland annat Atlas der Kristallformen der Mineralogie (18 band, 1913–1923), en sammanställning av kristallmätingarna inom mineralogin.